# موت وحياة بوبي زد
موت وحياة بوبي زد (بالإنجليزية: The Death and Life of Bobby Z)‏ فيلم حركة أمريكي ألماني تم إصداره عام 2007 ، من إخراج جون هيرزفيلد. و بطولة بول ووكر ولورانس فيشبورن.

## ملخص قصة
دون هويرتيرو (جواكيم دي ألميدا) هو صاحب مخدرات مكسيكي. انتحرت ابنته لأن تاجر مخدرات بوبي زي حطم قلبها. تيم كيرني يقضي فترة العقوبة الرابعة بالسجن بعد اقترافه جريمة ما، ثم يعرض عليه مكتب مكافحة المخدرات اتفاق، بموجبه يلتزم بتجسيد شخصية تاجر المخدرات بوبي زد الذي لقي حتفه إثر نوبة قلبية، بعد خروجه من السجن مباشرة.

## روابط خارجية
موت وحياة بوبي زد على موقع IMDb (الإنجليزية)
- موت وحياة بوبي زد على موقع روتن توميتوز (الإنجليزية)
- موت وحياة بوبي زد على موقع نتفليكس (الإنجليزية)
- موت وحياة بوبي زد على موقع قاعدة بيانات الأفلام العربية
- موت وحياة بوبي زد على موقع ألو سيني (الفرنسية)
- موت وحياة بوبي زد على موقع Turner Classic Movies (الإنجليزية)
- موت وحياة بوبي زد على موقع أول موفي (الإنجليزية)
- موت وحياة بوبي زد على موقع بوكس أوفيس موجو (الإنجليزية)
- موت وحياة بوبي زد على موقع فيلمافينيتي (الإسبانية)
- موت وحياة بوبي زد على موقع قاعدة بيانات الأفلام السويدية (السويدية)